# Cartagena (Film)
Cartagena, auch bekannt als Cartagena – Zwischen Liebe und Tod (Originaltitel: L’Homme de chevet), ist ein Filmdrama des Regisseurs Alain Monne aus dem Jahr 2009 nach einem Roman des französischen Schriftstellers Éric Holder.

## Handlung
Léo, ein ehemaliger Profiboxer, der dem Alkohol verfallen ist und ein unstetes Dasein führt, findet Anstellung als Pfleger der querschnittsgelähmten und schönen Muriel. Die bisherigen Pflegekräfte fühlten sich der Aufgabe nicht gewachsen. Léo zeigt sich nach anfänglichen Schwierigkeiten fürsorglich und ermöglicht ihr Ausflüge in die nähere Umgebung. Die literaturbegeisterte Muriel kann ihren Gefährten, der offenbar eine Abneigung gegen das Lesen hat, überreden, ihr vorzulesen. Trotz ihrer ungleichen Art kommen sie sich näher.
In seiner freien Zeit zieht es Léo, der ehemals Europameister war, in eine Boxsporthalle der kolumbianischen Stadt Cartagena. Er übernimmt das Training der kleinkriminellen und sich prostituierenden Lina, um sie auf einen Wettkampf vorzubereiten. Auf diesen Kampf und den Sieg von Lina schließt er eine Wette mit dem Leiter der Boxhalle ab, der die Gegnerin trainieren soll. Eine Hälfte des Gewinns soll Léo von seinen Schulden befreien, die andere verspricht er Lina. Léo gerät in eine durch Lina provozierte Schlägerei und erscheint aufgrund seiner Verletzungen einige Tage nicht zur Arbeit. Muriel ist über seine wiederholte Unzuverlässigkeit erbost und entlässt ihn. Des Lebens überdrüssig bittet sie ihre Freundin Lucia, ihr beim medikamentösen Suizid zu helfen. Diese lehnt ab, weil sie Muriel liebe. Léo wird bewusst, dass ihm Muriel viel bedeutet. Eines Nachts schleicht er sich in ihr Haus und legt sich zu ihr auf das Bett. Muriel stellt ihn wieder ein. Nachdem Lina ihren Kampf gewonnen hat, leiht sich Léo beim Inhaber der Boxsporthalle ein Cabrio, um Muriel ans Meer zu bringen, weil sie ihm erzählt hat, dass sie es geliebt habe, im Meer zu sein. Der Film endet als Léo Muriel auf seinen Armen ins Meer getragen hat.

## Hintergrund
Das Budget des Films betrug 3,1 Mio. Euro.
Die Dreharbeiten fanden an Originalschauplätzen in Cartagena statt. Sophie Marceau und Christopher Lambert hatten zuvor bereits in Marceaus Regiearbeit Zimmer 401 – Rückkehr aus der Vergangenheit (La Disparue de Deauville, 2007) zusammengespielt. Seither sind sie ein Paar, 2012 folgte die Hochzeit.
Cartagena wurde am 18. November 2009 in Frankreich uraufgeführt. In Deutschland wurde der Film erstmals am 12. Mai 2011 auf DVD veröffentlicht. Am 26. Oktober 2011 wurde er erstmals von der ARD im Fernsehen gezeigt.

## Kritiken
„Tragikomödie, die die Fallstricke der Geschichte nur am Rande thematisiert und in erster Linie unverbindliche Unterhaltung vor exotisch-verführerischer Kulisse bietet.“

„Trotz Längen sehr lebensnah und lebensbejahend. Fazit: Stimmungsvoll und bewegend gespielt.“

„Als vom Schicksal gebeutelter Ex-Boxer läuft selbst der lange in der Versenkung verschwundene Lambert zu Topform auf, Marceau brilliert mit einem ganz auf ihre Mimik ausgerichteten Spiel.“